# Giera
Giera (in ungherese Gyér, in tedesco Gier o Kier, in serbo Ђир?, Đir) è un comune della Romania di 1256 abitanti, ubicato nel distretto di Timiș, nella regione storica del Banato. 
Il comune è formato dall'unione di 3 villaggi: Giera, Grăniceri, Toager.